# Rory Sutherland (ciclista)
Rory Sutherland (Canberra, 8 febbraio 1982) è un ex ciclista su strada australiano, aveva caratteristiche di passista, ed è stato professionista dal 2005 al 2020.

## Carriera
Trasferitosi nel 2001 al team olandese Rabobank GS3, nel 2005 venne promosso nella prima squadra, la Rabobank, completando il salto nel professionismo. Nella stessa stagione, il 21 dicembre 2005, risultò positivo al clomifene e per questo sospeso per due anni.
Ricominciò a correre nel 2007 per la squadra statunitense Health Net presented by Maxxis, divenuta poi OUCH e UnitedHealthcare. Nelle cinque stagioni con questa formazione si aggiudicò numerose corse a tappe del calendario nordamericano, tra cui Nature Valley Grand Prix (tre volte), Cascade Cycling Classic e Tour de Beauce. Nel 2013 approdò nel World Tour con la Saxo-Tinkoff, la squadra di Bjarne Riis.

## Palmarès
- 2003 (Rabobank GS3, una vittoria)

Challenge de Hesbaye
- 2004 (Rabobank GS3, sei vittorie)

Campionati australiani, Prova in linea Under-23
3ª tappa Giro degli Abruzzi
3ª tappa Internationale Thüringen Rundfahrt
9ª tappa Olympia's Tour
Flèche hesbignonne
3ª tappa Tour de Liège
- 2007 (Health Net presented by Maxxis, quattro vittorie)

2ª tappa Redlands Bicycle Classic
3ª tappa Redlands Bicycle Classic
Classifica generale Joe Martin Stage Race
5ª tappa Nature Valley Grand Prix
- 2008 (Health Net presented by Maxxis, quattro vittorie)

1ª tappa Redlands Bicycle Classic
1ª tappa Joe Martin Stage Race
Classifica generale Joe Martin Stage Race
4ª tappa Mount Hood Cycling Classic
Classifica generale Mount Hood Cycling Classic
4ª tappa Nature Valley Grand Prix
Classifica generale Nature Valley Grand Prix
- 2009 (OUCH presented by Maxxis, due vittorie)

Classifica generale Joe Martin Stage Race
Classifica generale Nature Valley Grand Prix
- 2010 (UnitedHealthcare presented by Maxxis, sei vittorie)

2ª tappa San Dimas Stage Race
1ª tappa Vuelta de Bisbee
3ª tappa Vuelta de Bisbee
6ª tappa Nature Valley Grand Prix
Classifica generale Nature Valley Grand Prix
Cascade Cycling Classic
- 2011 (UnitedHealthcare Pro Cycling, due vittorie)

1ª tappa Nature Valley Grand Prix
6ª tappa Nature Valley Grand Prix
- 2012 (UnitedHealthcare Pro Cycling, cinque vittorie)

Classifica finale UCI America Tour
1ª tappa Tour of the Gila
Classifica generale Tour of the Gila
Classifica generale Tour de Beauce
1ª tappa Tour of Utah
6ª tappa USA Pro Cycling Challenge
- 2017 (Movistar Team, una vittoria)

Vuelta a La Rioja

## Piazzamenti

### Grandi Giri
- Giro d'Italia

2005: 108º
2013: 97º
2016: 80º
2017: 108º
- Tour de France

2018: 106º
- Vuelta a España

2015: 139º
2016: 130º
2020: 129º

### Classiche monumento
- Milano-Sanremo

2020: 148º
- Liegi-Bastogne-Liegi

2014: 105º
2015: ritirato
2016: 118º
2017: 111º
2018: 124º
2019: ritirato
2020: ritirato
- Giro di Lombardia

2013: ritirato
2018: ritirato
2019: 104º

### Competizioni mondiali
- Campionati del mondo

Plouay 2000 - In linea Juniors: 78º
Plouay 2000 - Cronometro Juniors: 4º
Zolder 2002 - In linea Under-23: 83º
Zolder 2002 - Cronometro Under-23: 34º
Hamilton 2003 - In linea Under-23: 37º
Hamilton 2003 - Cronometro Under-23: 17º
Toscana 2013 - In linea Elite: ritirato
Ponferrada 2014 - In linea Elite: ritirato
Bergen 2017 - In linea Elite: ritirato
Innsbruck 2018 - In linea Elite: ritirato
Yorkshire 2019 - In linea Elite: ritirato